# سوق سيدي عبد السلام

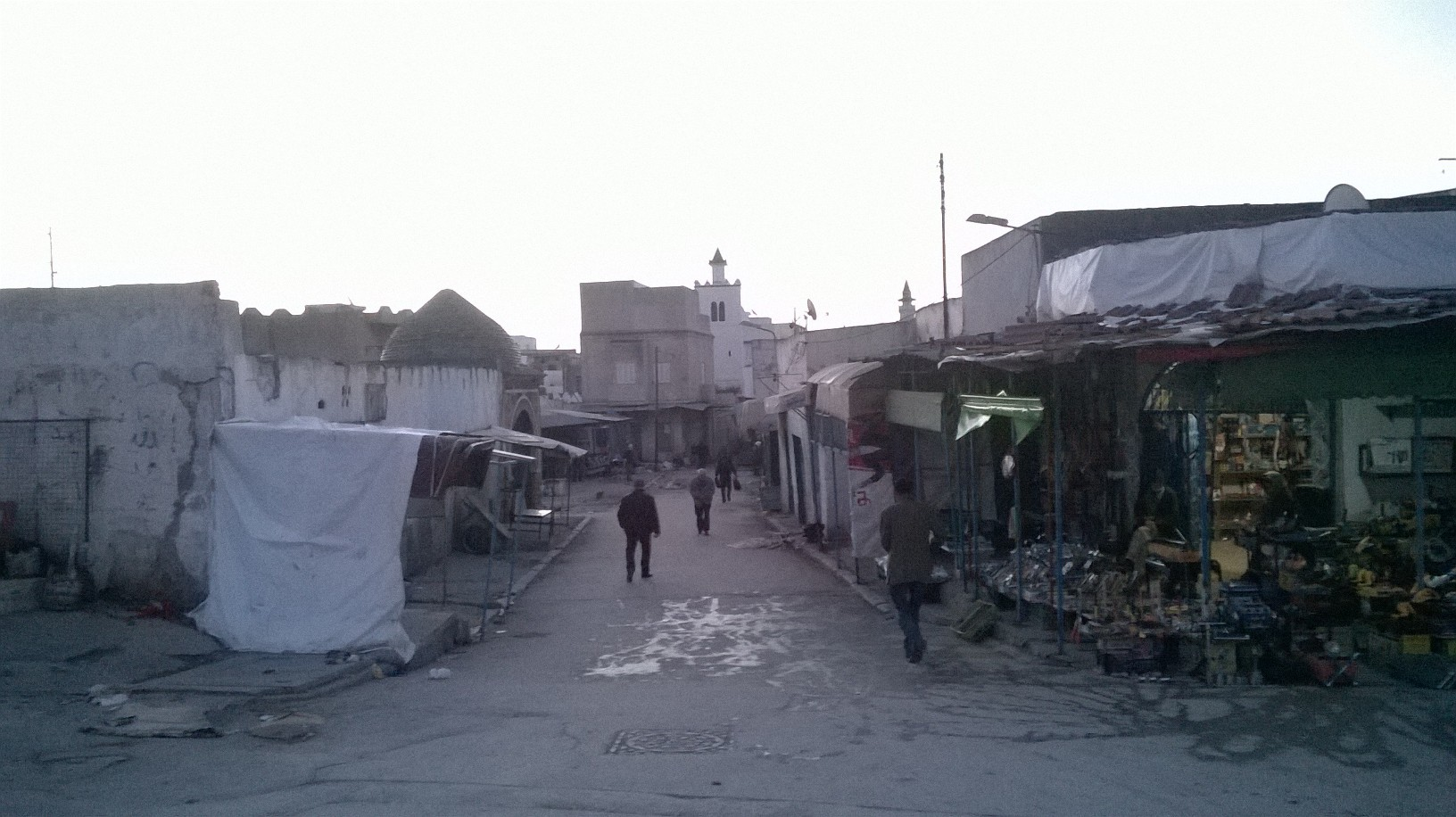
منظر للسوق عند الفجر.

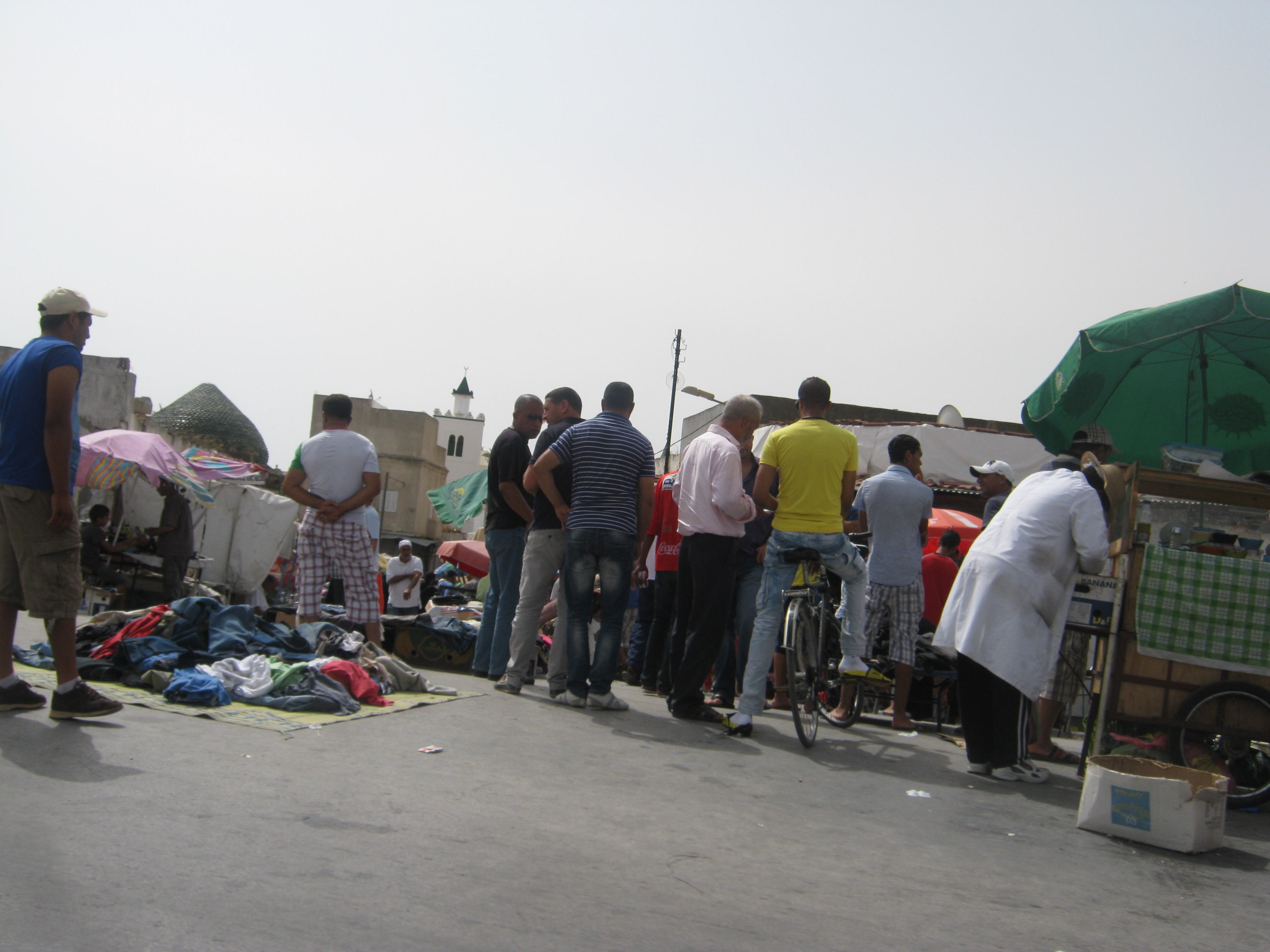
منظر للسوق خلال النهار.

سوق سيدي عبد السلام هو أحد أسواق تونس المتخصصة في بيع الخردة (الفيراي).

## أصل الكلمة
هذا السوق، مثل البوابة المجاورة، أخذ اسمه من الولي الصالح عبد السلام الأسمر وهو شيخ مسلم من أصل ليبي.

## الموقع

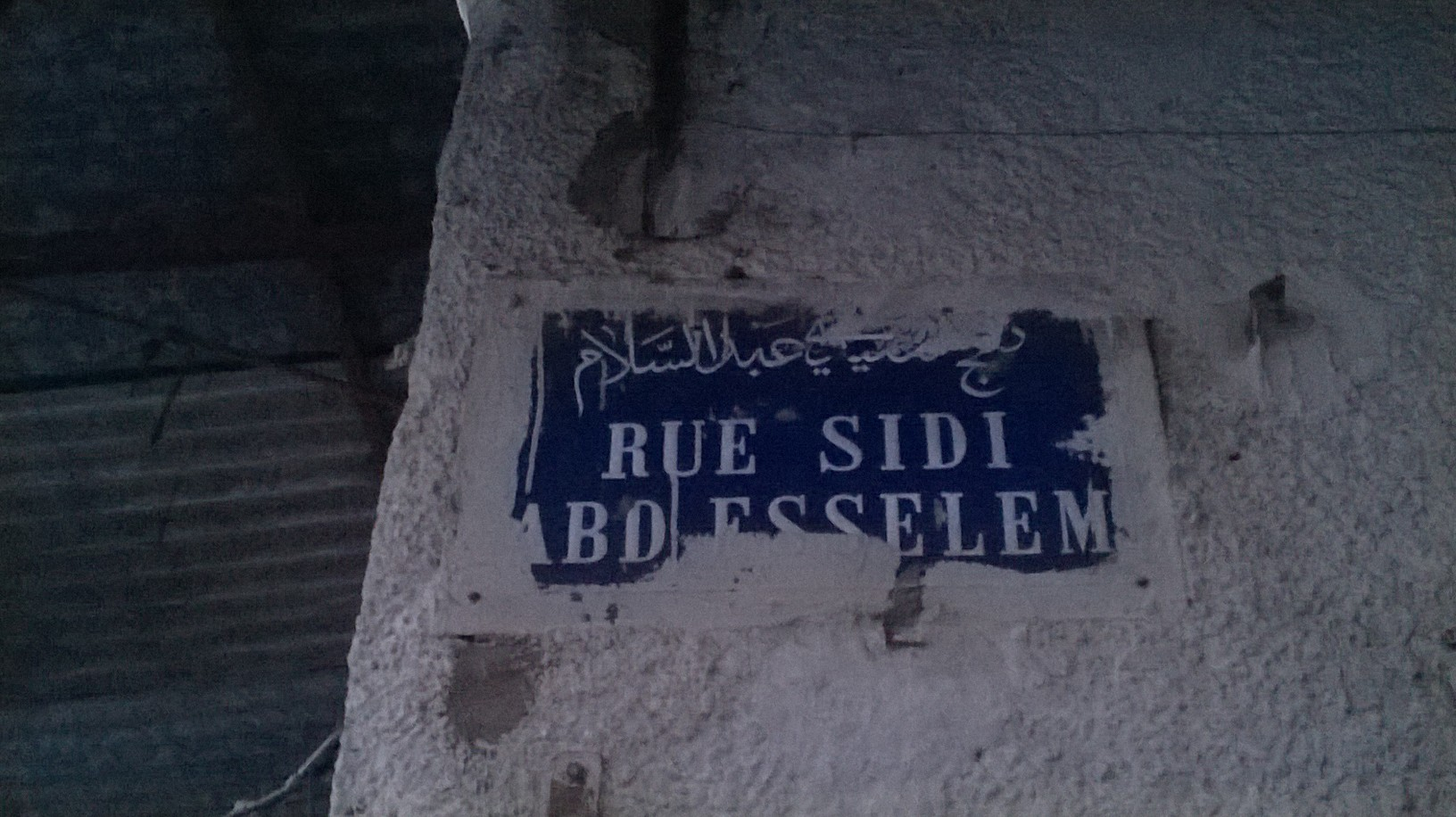
لوحة معدنية تشير إلى شارع سيدي عبد السلام، مقر السوق الذي يحمل نفس الاسم.

يقع في الطرف الشمالي من الضاحية الشمالية لمدينة تونس، يمتد مباشرة بعد نهاية سوق الجديد بالقرب من باب سيدي عبد السلام، أحد بوابات المدينة العتيقة.

## التطور
قامت بلدية تونس ببناء سوق يحمل نفس الاسم أمام السوق بسعة 55 مكان كشك.

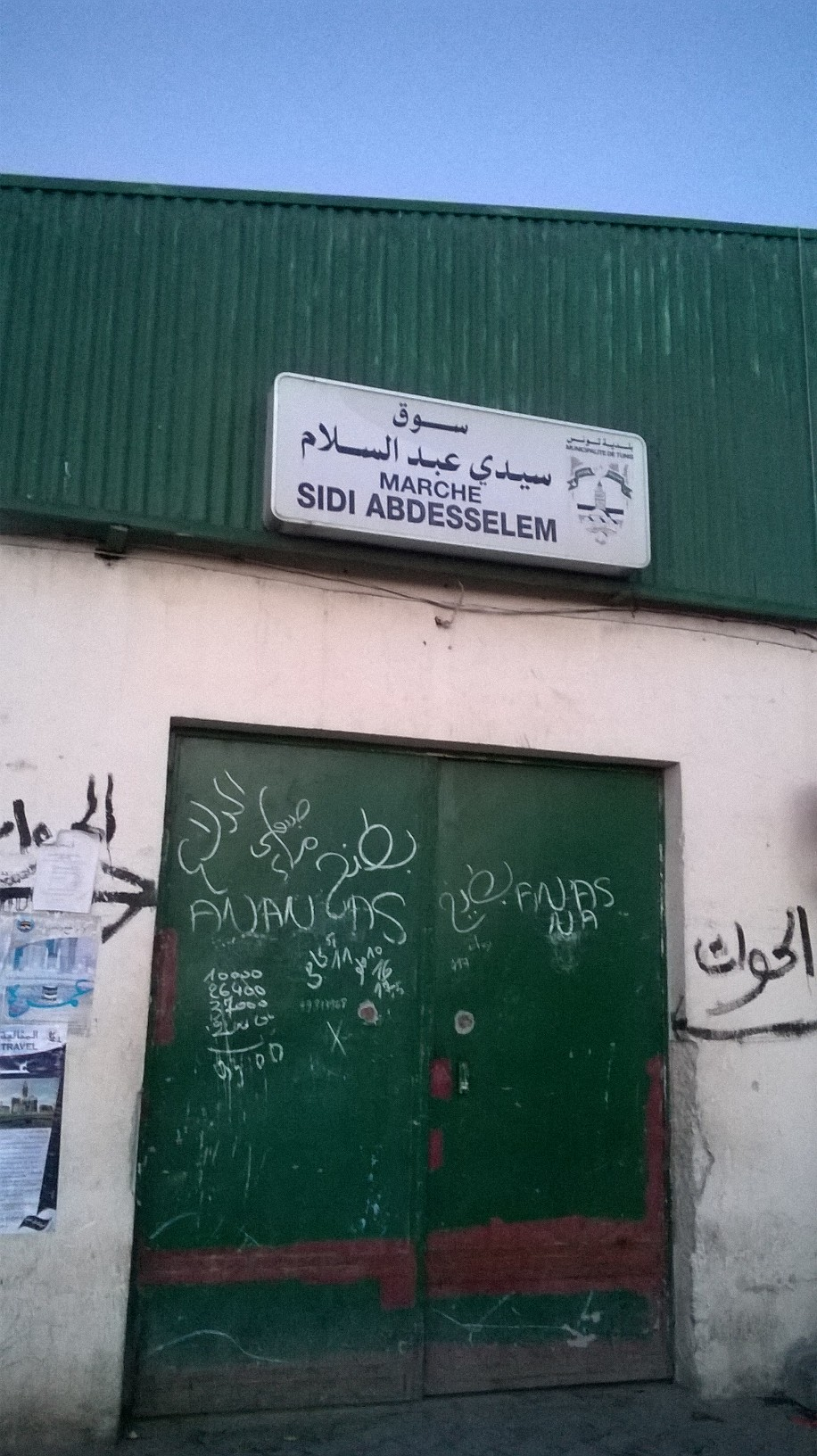
واجهة السوق.
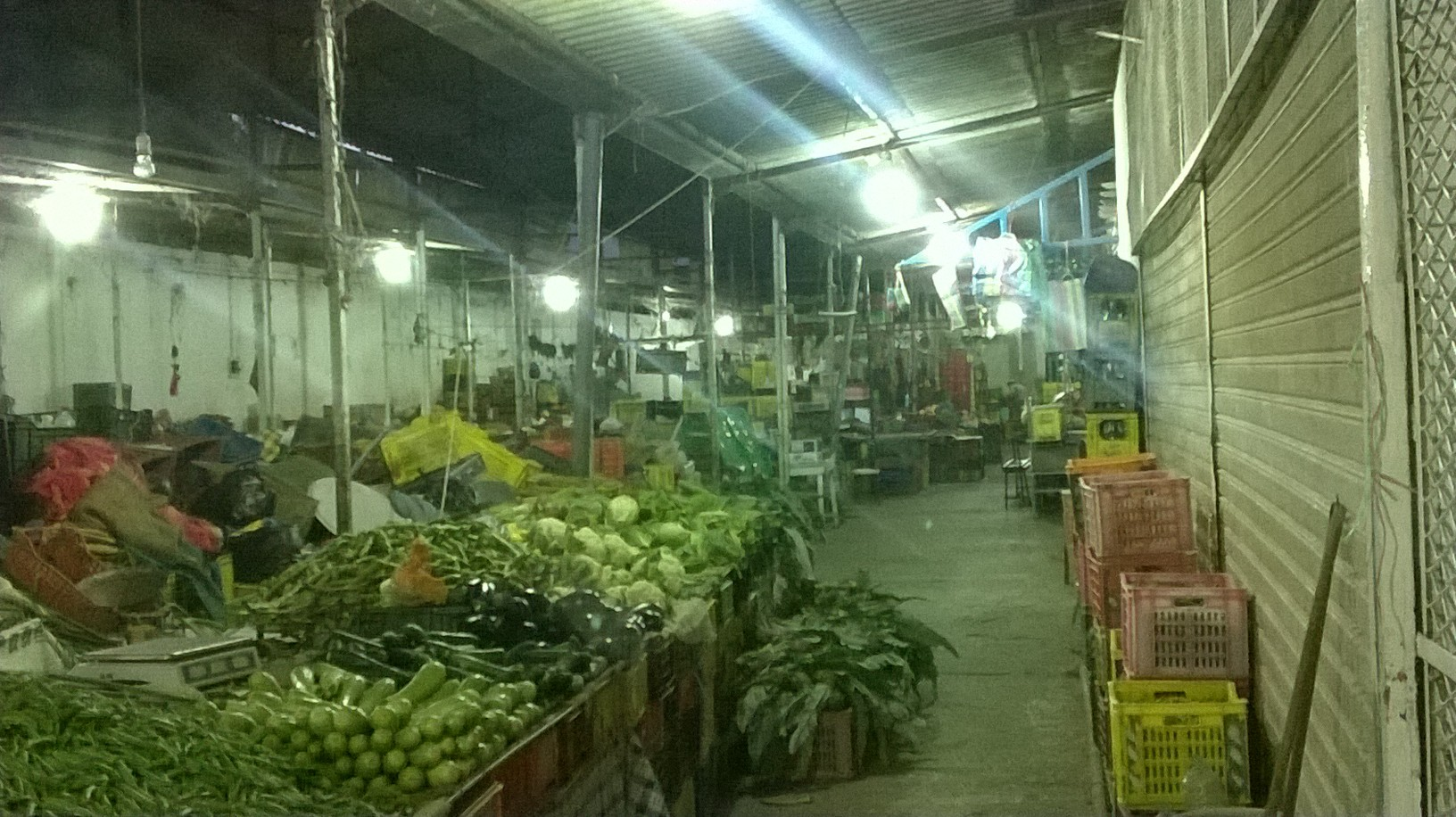
نظرة داخلية.

## الآثار
توجد نافورة مقببة بنيت في بداية القرن التاسع عشر من قبل الوزير يوسف صاحب الطابع وكذلك مسجد الأبراج.

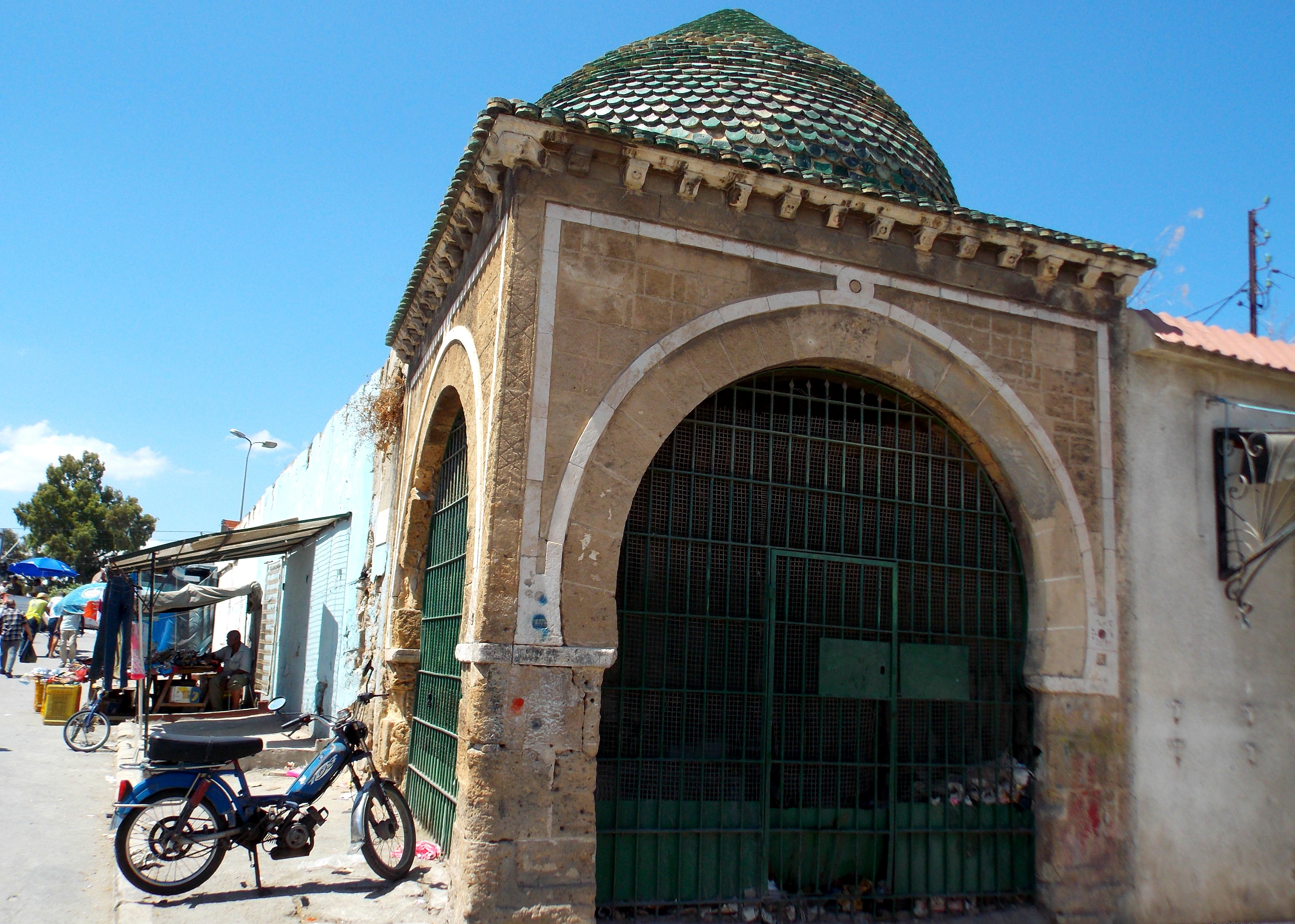
منظر للنافورة.
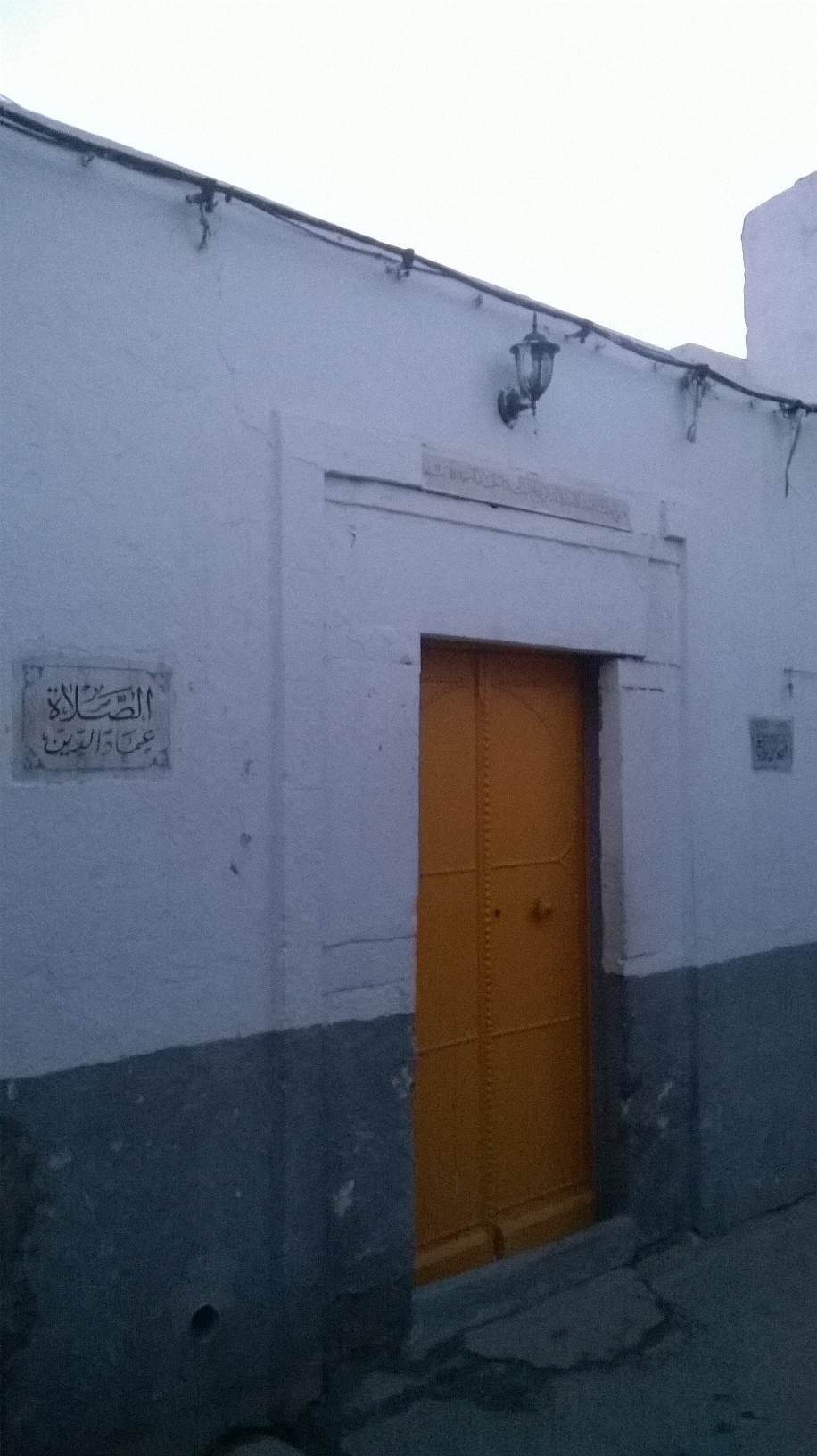
منظر للمسجد.
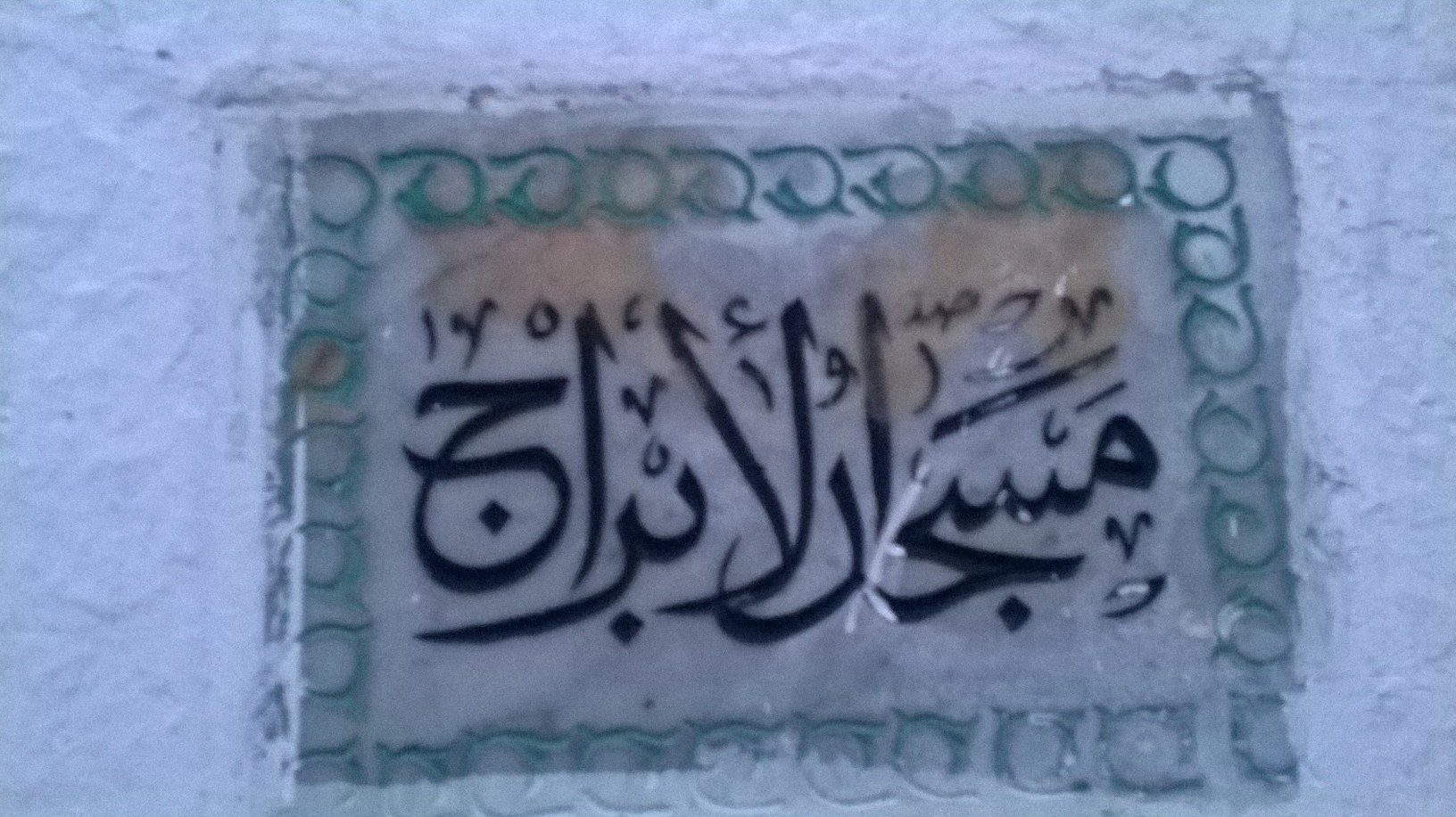
لوحة رخامية تشير إلى مسجد الأبراج.